# Hollow (singel Donsa)
Hollow – singel łotewskiego piosenkarza Donsa, wydany 2 stycznia 2024. Piosenka reprezentowała Łotwę w 68. Konkursie Piosenki Eurowizji (2024). Utwór napisali Artūrs Šingirejs, Kate Northrop i Liam Geddes.
Tekst piosenki porusza tematy samopoznania, autentyczności i presji dostosowania się do oczekiwań społecznych.

## Lista utworów
| Digital download / media strumieniowe | Digital download / media strumieniowe | Digital download / media strumieniowe |
| Nr                                    | Tytuł utworu                          | Długość                               |
| ------------------------------------- | ------------------------------------- | ------------------------------------- |
| 1.                                    | „Hollow”                              | 2:52                                  |